# Alien Spider
Alien Spider (Big Ass Spider!) è un film del 2013 diretto da Mike Mendez.

## Trama
Un ragno alieno gigante scappa da un laboratorio militare per invadere la città di Los Angeles, e un team di scienziati e un abile sterminatore devono fermare l'alieno prima che la città venga distrutta.